# Oroszló, Baranya
Oroszló este un sat în districtul Komló, județul Baranya, Ungaria, având o populație de 313 locuitori (2011). 

## Demografie
Componența etnică a satului Oroszló
     Maghiari (94,28%)
     Germani (3,03%)
     Romi (2,69%)
Componența confesională a satului Oroszló
     Romano-catolici (49,84%)
     Fără religie (15,02%)
     Reformați (5,43%)
     Luterani (1,6%)
     Necunoscută (27,16%)
     Atei (0,96%)
Conform recensământului din 2011, satul Oroszló avea 313 locuitori. Din punct de vedere etnic, majoritatea locuitorilor (94,28%) erau maghiari, existând și minorități de germani (3,03%) și romi (2,69%). Nu există o religie majoritară, locuitorii fiind romano-catolici (49,84%), persoane fără religie (15,02%), reformați (5,43%) și luterani (1,6%). Pentru 27,16% din locuitori nu este cunoscută apartenența confesională.